# Рікіса Данська

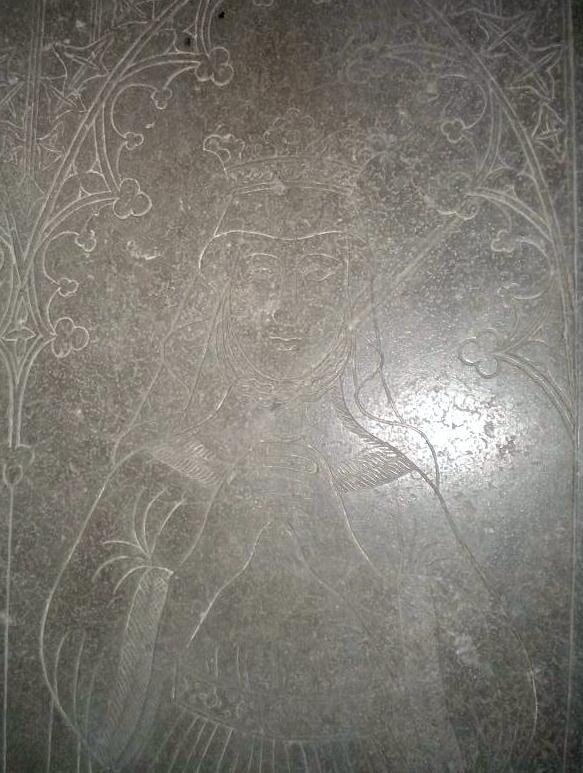
Рікіса на її надгробку (кенотафі)

Рікіса (Рікеза) Данська (дан. Richiza af Danmark, швед. Rikissa Valdemarsdotter; близько 1180 р.  — 8 травня 1220) — королева Швеції як дружина короля Еріка X і мати короля Еріка XI.

## Раннє життя
Рікіса була дочкою Вальдемара I Данського та Софії Мінської. Вона отримала своє лотаринзько-бургундське жіноче ім'я, на честь своєї бабусі по материнській лінії, покійної Рікіси (Рикси) Польської. У 1210 р. новий король Швеції Ерік X, який скинув свого попередника Сверкера II, бажав побудувати сердечні та мирні відносини з Данією, яка традиційно підтримувала Дім Сверкерів, проти підтримуваної Норвегією династії Еріків. Ось чому Рікіса, сестра тодішнього правлячого Вальдемара II Данського, була одружена з Еріком.

## Королевство
Коли Рікіса прибула на шведське узбережжя, згідно з пізнішою народною піснею, вона висловила своє здивування тим, що від неї очікують їхати, а не їздити в кареті, як вона звикла в країні свого народження, і шведські шляхтанки та фрейліни спонукало її адаптувати звичаї своєї нової рідної країни замість того, щоб намагатися встановити власні «ютіанські» звичаї.
Королева Рікіса народжувала виключно дочок, поки був живий її чоловік. Король Ерік помер у 1216 році. Вдовствуюча королева Рікіса була вагітна в той час, а потім народила свого єдиного сина, який вижив, майбутнього Еріка XI Шведського, після смерті свого чоловіка. Однак сім'я короля Еріка X була вигнана зі Швеції, оскільки спадкоємець дому Сверкерів Юхан I був обраний королем, щоб стати наступником чоловіка Рікіси. Саме в Данії померла сама Рікіса, не побачивши ні вступу сина на престол (у 1222 р.), ні шлюбу своїх дочок. Її поховали в Рінгстеді. Хоча про її особу нічого конкретно не відомо, поява імені Рікісса (Рікіса) серед її нащадків може свідчити про те, що вона була улюбленою.

## Діти
- Софія Еріксдоттер (померла в 1241), вийшла заміж за Генріха III Ростоцького
- (нібито) Марта Еріксдоттер вийшла заміж за маршала Нільса Сікстенсона (Спарре)
- Інгеборг Еріксдоттер (померла 1254), одружена з Біргером Ярлом, регентом Швеції
- (можливо) Маріанна Еріксдоттер, яка вийшла заміж за герцога Померанії
- Ерік XI Шведський (1216—1250)

## Подальше читання
- Åke Ohlmarks: Alla Sveriges drottningar (All the queens of Sweden). Stockholm: Gebers, 1973.